# المنلا بن عبد الرحمن الكردي الحريري
أبو بكر المنلا بن عبد الرحمن الكردي الحريري، المعروف بمعلم الوزير (.. - 1077 هـ / ... -1667 م) كردي قدم إلى دمشق عام (1071. م)واشغل منصب قاضٍ في صيدا وهو من محققي الأكراد وفقهائهم كان فضلاء الأكراد يحضرون درسه. كما اشتغل بالتفسير في الجامع الأموي. وولي قضاء صيدا.

## مذهبه
يتبع المذهب الشافعي.

## وفاته
توفي بمدينة دمشق.